# Come to Daddy (film)
Come to Daddy è un film del 2019 diretto da Ant Timpson.

## Trama
Norval non vede suo padre Brian da quando aveva cinque anni tuttavia, quando si vede recapitare una lettera in cui gli richiede di fargli visita in un luogo remoto, si precipita immediatamente. Una volta sul posto, l'uomo si rende conto delle stranezze di suo padre tuttavia si sforza comunque di instaurare un rapporto con lui, trovando sempre un rifiuto da parte dell'altro. Dopo le prime giornate abbastanza piacevoli, Norval subisce quello che sembra un tentativo di omicidio quando il padre gli scaglia contro un masso mentre era nel mare. Durante un successivo confronto verbale molto acceso fra i due, durante il quale Brian si rifiuta di spiegare i motivi della lettera, Norval rischia di essere ucciso da suo padre, che sta per aggredirlo con un coltello. Prima di riuscire a colpirlo, l'uomo muore di infarto.
Norval contatta sua madre e si organizza sul da farsi: riesce dunque a mentire a un poliziotto, che non sospetta minimamente possa essere coinvolto nella morte di suo padre, tuttavia è costretto a tenere il cadavere imbalsamato in casa a causa di un'emergenza che ha riempito l'obitorio della cittadina più vicina. L'uomo inizia a sentire strani rumori in casa e, pensando di immaginarli, si ritrova per la prima volta a bere dopo aver lottato per molto tempo contro l'alcolismo. Ciò lo porta a parlare col cadavere di suo padre, a chiamare la coroner nel cuore della notte e ad iniziare a rovistare per casa. Il ritrovamento di un album di fotografie gli rivela una terribile verità: l'uomo con cui ha convissuto per giorni non era il suo vero padre. Norval trova una botola nel pavimento e scopre che il suo vero padre è prigioniero.
Norval scopre dunque che suo padre e gli uomini che lo tengono prigioniero hanno rapito la figlia di un uomo molto potente anni addietro: Brian rubò l'intero riscatto e lo usò per garantire a Norval e sua madre una vita abbiente, ma ora i complici vorrebbero la loro parte indietro. Nonostante non sia per niente avvezzo al crimine, Norval riesce poco a poco a liberare suo padre e ad affrontare uno dopo l'altro i suoi ex complici, sapendo che se non riuscirà ad ucciderli saranno lui e sua madre a morire. Dopo aver ucciso il mastodontico Dandy nella stessa casa, l'uomo segue dunque il complice superstite Jethro fino a un motel in cui ha un rapporto sessuale con la prostituta Precious. Qui, nonostante Norval sembri avere la peggio a causa della complicità della prostituta, l'uomo riesce a ultimare il suo compito. Prima che riesca a uccidere Jethro, quest'ultimo gli rivela tuttavia come la madre di Norval sia in realtà una prostituta.

## Distribuzione
Presentato in anteprima durante il Tribeca Film Festival 2019, il film è stato distribuito nei cinema statunitensi dal 7 febbraio 2020.

## Accoglienza

### Pubblico
Il film ha incassato 117,9 mila dollari al botteghino.

### Critica
Sull'aggregatore Rotten Tomatoes il film riceve il 86% delle recensioni professionali positive con un voto medio di 7 su 10 basato su 106 critiche, mentre su Metacritic ottiene un punteggio di 64 su 100 basato su 20 critiche.